# Wülfte

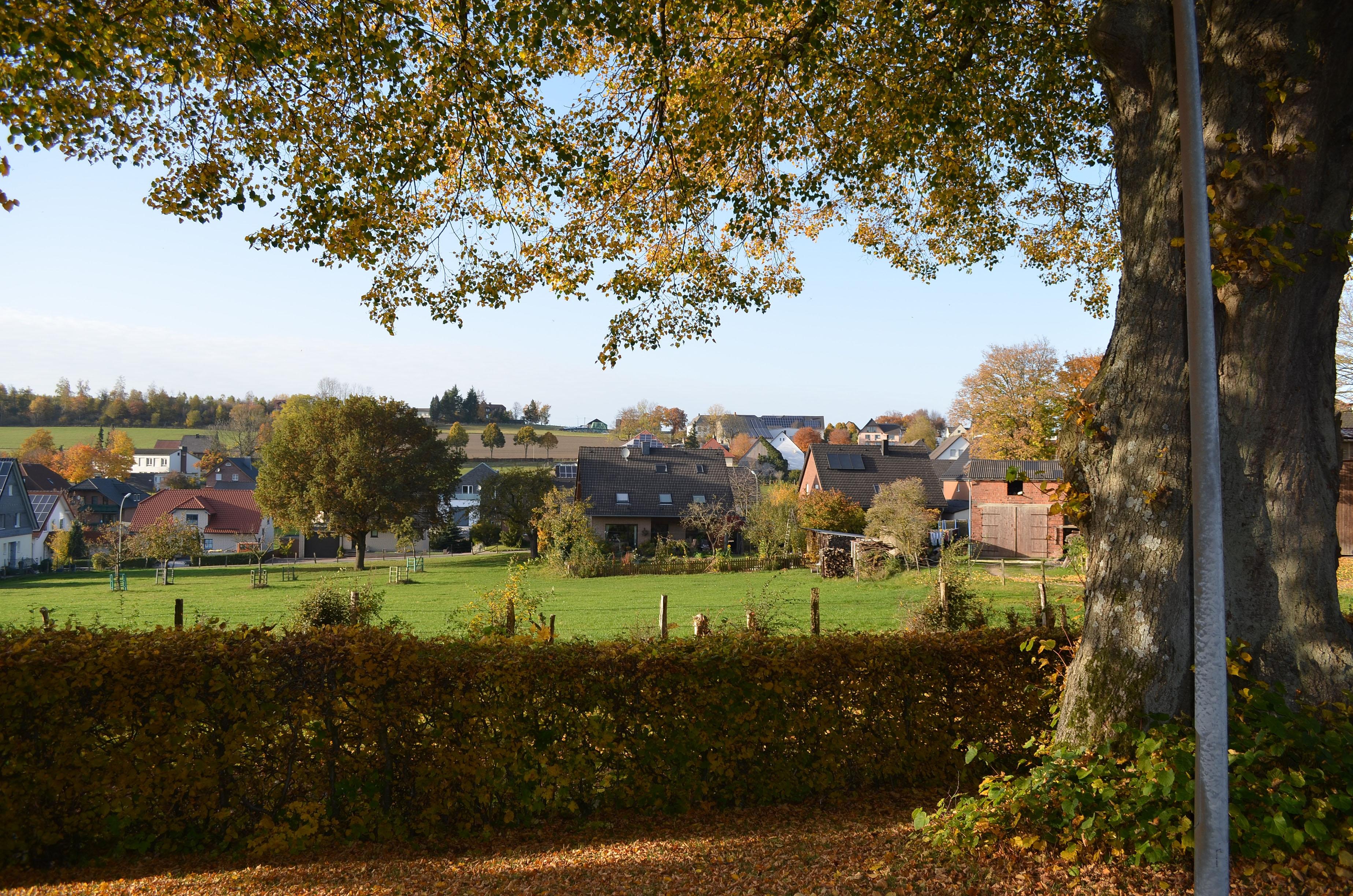
Teilansicht des Ortes

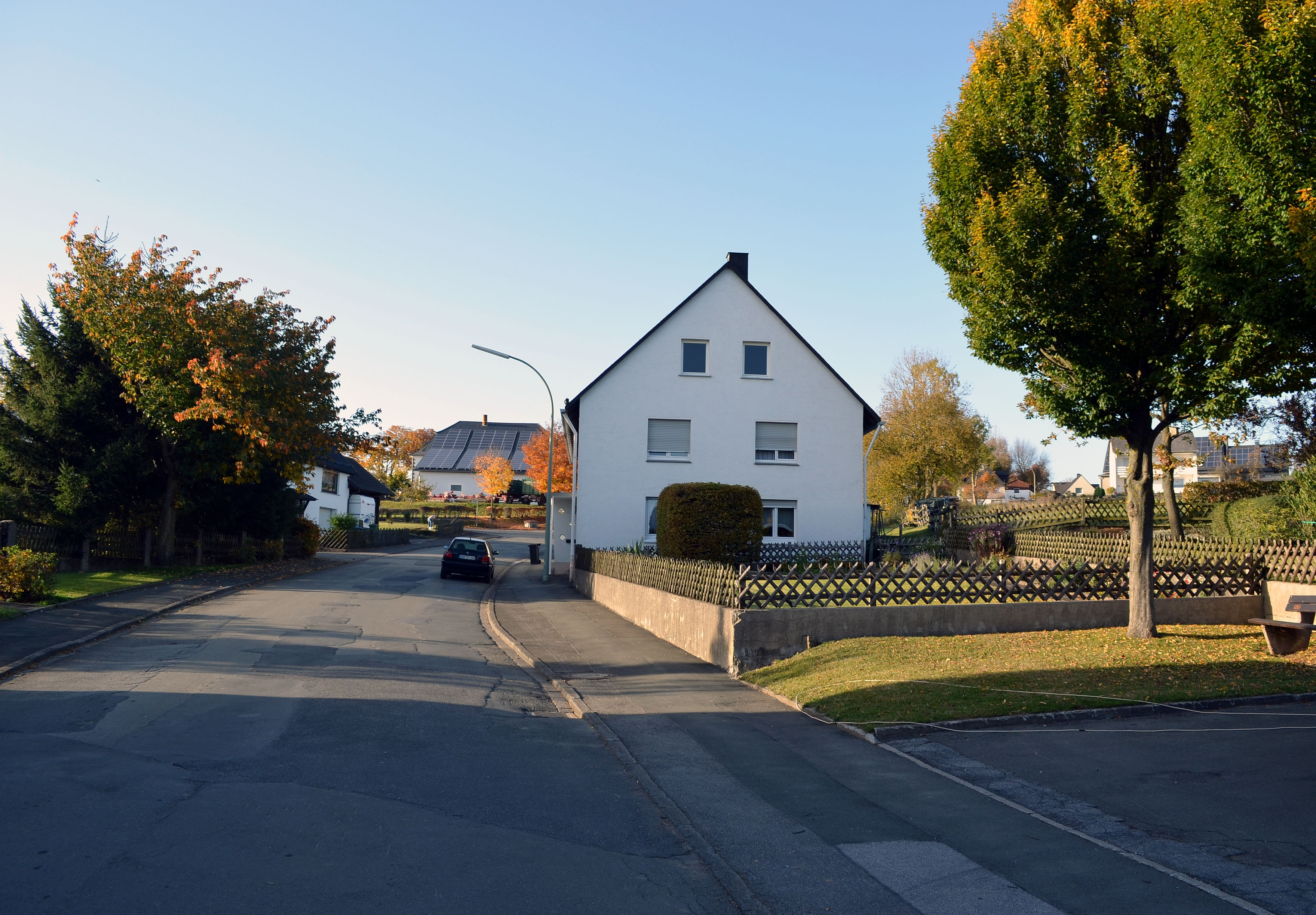
Ortsmitte

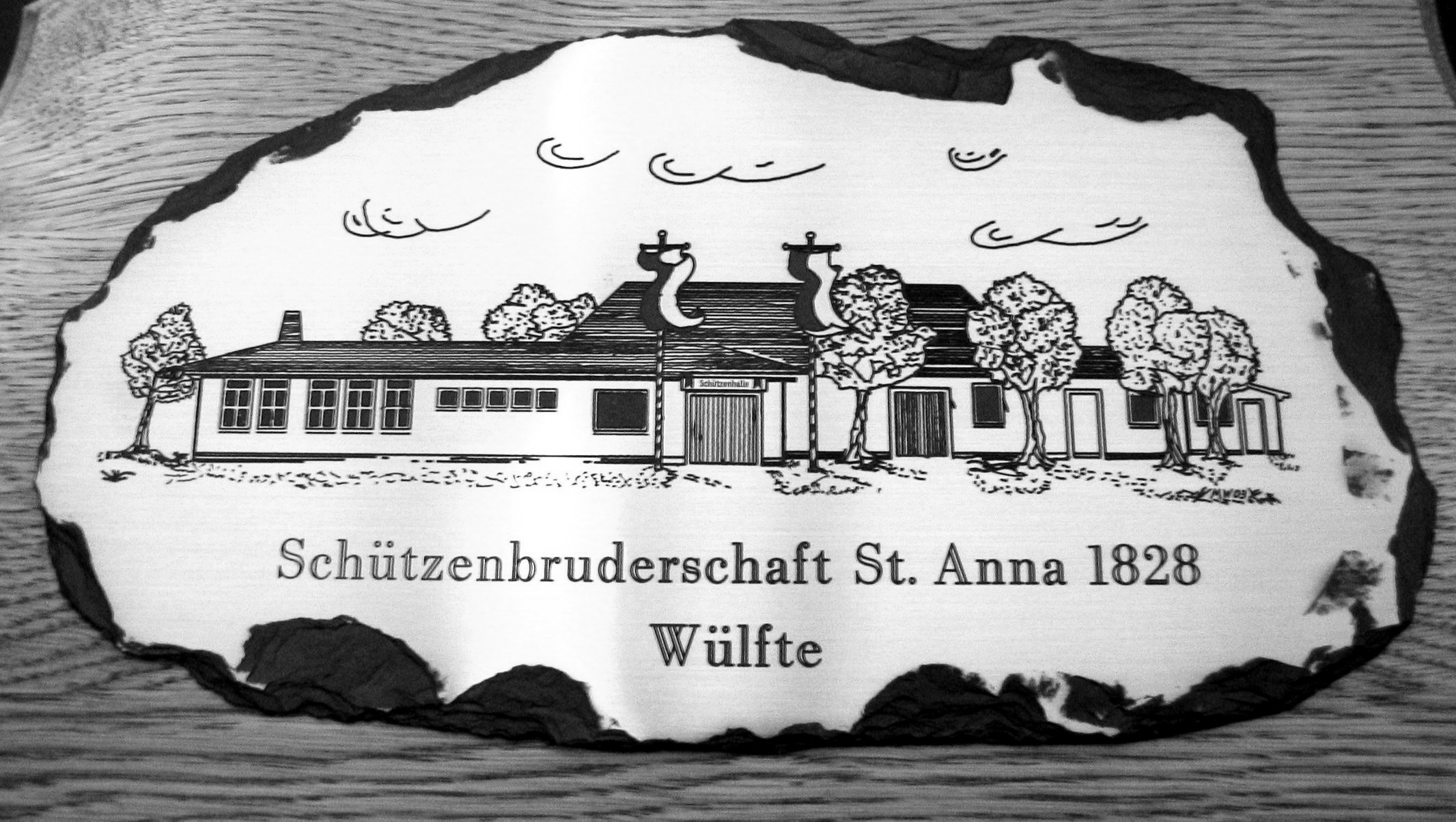
Die Schützenhalle von Wülfte

Wülfte ist ein nördlicher Ortsteil der Stadt Brilon im Hochsauerlandkreis, Deutschland. Die bis 1974 selbstständige Gemeinde hat 402 Einwohner (Stand: 31. Dezember 2021).

## Geographie
Wüflte liegt etwa 4,5 km nördlich des Briloner Stadtzentrums am nordwestlichen Rande der Briloner Hochfläche. Nordwestlich des Ortes geht diese  in die bewaldeten östlichen Ausläufer des Haarstranges über. Im Südwesten trennt die Möhne und ihre Quellbäche den Haarstrang von den östlichen Ausläufern des Arnsberger Waldes. Östlich liegt der Geschützte Landschaftsbestandteil In der Halle. Im Nordosten fällt das Gelände ins Tal der oberen Alme ab. Die Ortschaft hat eine Höhenlage von 430 bis 470 m ü. NN. Höchste Erhebung in  unmittelbarer Nähe ist der Bulstern (482,3 m).
Die nächsten Orte in der Umgebung sind die Briloner Stadtteile Alme im Nordosten, Nehden im Osten, Thülen im Südosten, Brilons Kernstadt im Süden und Scharfenberg im Westen. Etwa elf Kilometer nordwestlich liegt die Stadt Rüthen.

## Geschichte
Wülfte ist als Besitz des Klosters Neuenheerse seit 1248 nachweisbar. In der Folgezeit wurde es jedoch zunehmend zu einem Briloner Stadtdorf. Das im 15. und 17. Jahrhundert vorübergehend verlassene Dorf wurde erst 1837 eine eigenständige Gemeinde im Amt Thülen.
Am 22. August 1998 feierten die Wülfter ihr 750-jähriges Dorfjubiläum.
1933 musste der seit 1914 amtierende Gemeindevorsteher Gottfried Kraft (Zentrum) auf Druck der Nationalsozialisten zurücktreten.
Während des Zweiten Weltkriegs stürzte am Wülfter Steinbruch ein brennendes Feindflugzeug ab. Vom 26. bis 29. März 1945 war das Dorf von einer Transporteinheit der Wehrmacht belegt. Ab dem 29. März konnten die Bewohner Wülftes Verbände der US-Army auf den Straßen ums Dorf beobachten. Am Ostersonntag dem 2. April 1945 rückten US-Truppen ins Dorf ein, die nach zehn Tagen weiterzogen. In der folgenden Zeit kam es zu Überfällen und Plünderungen von ehemaligen Gefangenen aus der Sowjetunion.
31 Wülfter fielen im Zweiten Weltkrieg als Soldaten, davon die meisten an der Ostfront, oder starben in Gefangenschaft.
Mit der kommunalen Neugliederung in Nordrhein-Westfalen wurde Wülfte am 1. Januar 1975 ein Ortsteil der Stadt Brilon. 410 Einwohner leben heute im ländlich geprägten Dorf vor den Toren der Stadt.

## Politik
Die bisherigen Wülfter Ortsvorsteher:
- Albert Martini (1975–1979)
- Josef Kraft (1979–2004)
- Günter Schmidt (2004–2009)
- Erich Canisius (2009–)

Die bisherigen Wülfter Ratsmitglieder des Wahlkreises:
- Albert Martini (CDU) (1975–1984)
- Franz Kraft (CDU) (1984–1989)
- Siegfried Kraft (CDU) (1989–2004)
- Stefan Kraft (CDU) (2014–2020)
- Erich Canisius (SPD) (2020–)

### Wappen
| Wappen der ehemaligen Gemeinde Wülfte | Blasonierung: In Grün ein silberner Wolfskopf mit roter Zunge. Beschreibung: Der Wolfskopf als Schildfigur ist ein sogenanntes „redendes Wappen“, das den Namen des Ortes wiedergibt. Die amtliche Genehmigung erfolgte am 11. November 1954. |

## Sehenswürdigkeiten
Sehenswert ist die denkmalgeschützte St.-Anna-Kapelle und der Wanderweg W1 rund um Wüfte mit dem Aussichtspunkt Bulsterkopf.
Die St.-Anna-Kapelle wurde im Jahre 1690 auf Veranlassung von Bartholomäus Gerwins, Priester des Deutschen Ordens aus Wülfte erbaut.

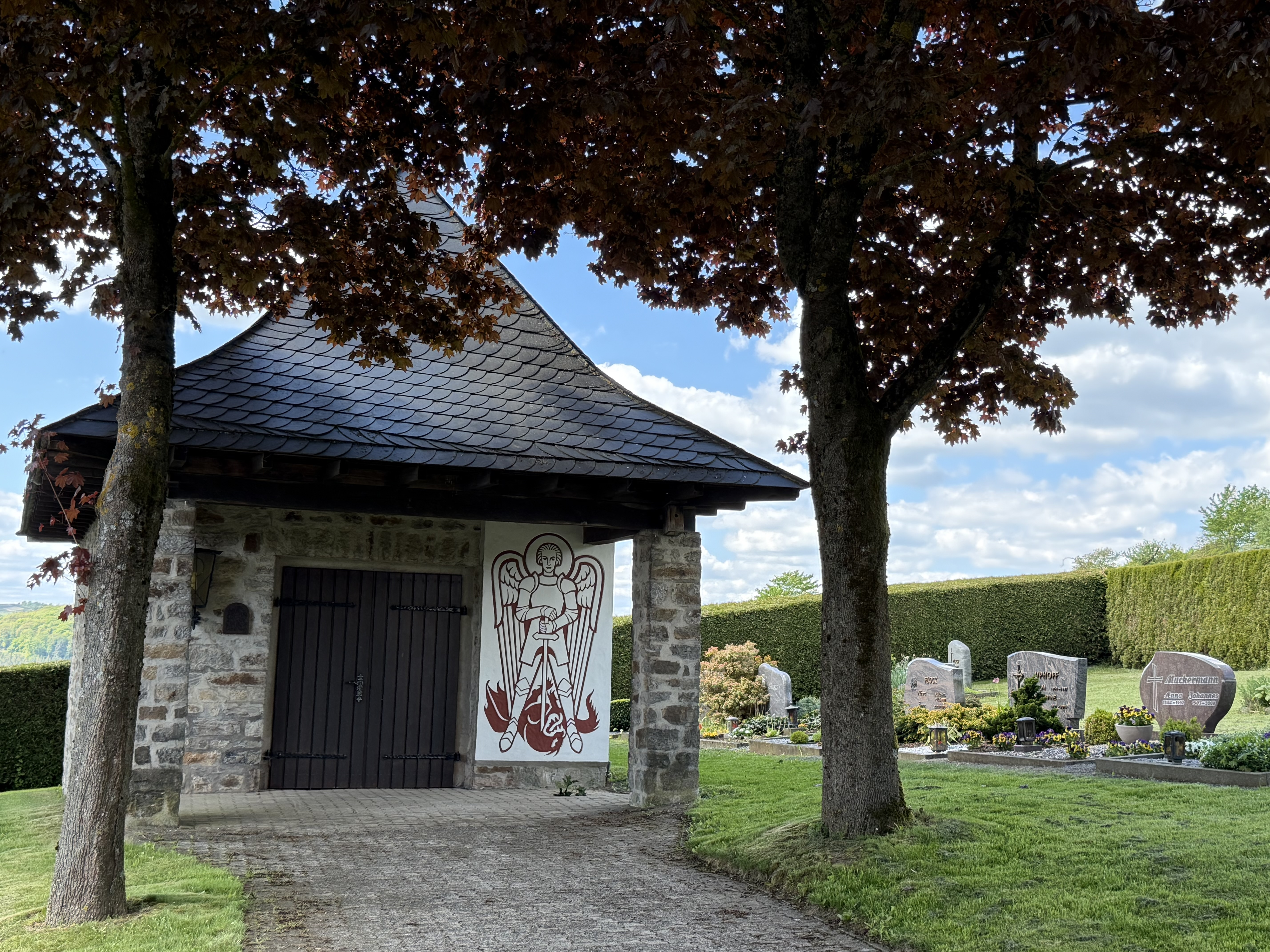
Friedhofskapelle mit Sgraffito von Franz Kornemann

Die Leichenhalle auf dem Friedhof in Wülfte wurde von dem Briloner Künstler Franz Kornemann künstlerisch ausgestaltet. Sie zeigt ein Sgraffito mit dem Erzengel Michael sowie einem Buntglasfenster mit der Darstellung der Auferweckung des Lazarus.

## Vereine
- Der Spielmannszug Wülfte wurde im Jahr 1975 gegründet. Er hat 36 Musiker zwischen 10 und 55 Jahren.
- Die St. Anna Schützenbruderschaft ist der größte Verein im Dorf, es sind fast alle männlichen Einwohner Mitglied. Das Schützenfest findet traditionell am Namenstag der Patronin statt, dem 26. Juli.
- Die Freiwillige Feuerwehr von Wülfte wurde am 28. August 1942 gegründet. Sie besteht aus 16 Einsatzkräften und 5 Kameraden in der Ehrenabteilung. Das Feuerwehrhaus wurde am 21. September 1959 eingeweiht und beherbergt das Wülfter Feuerwehrfahrzeug sowie die historische Handpumpe.

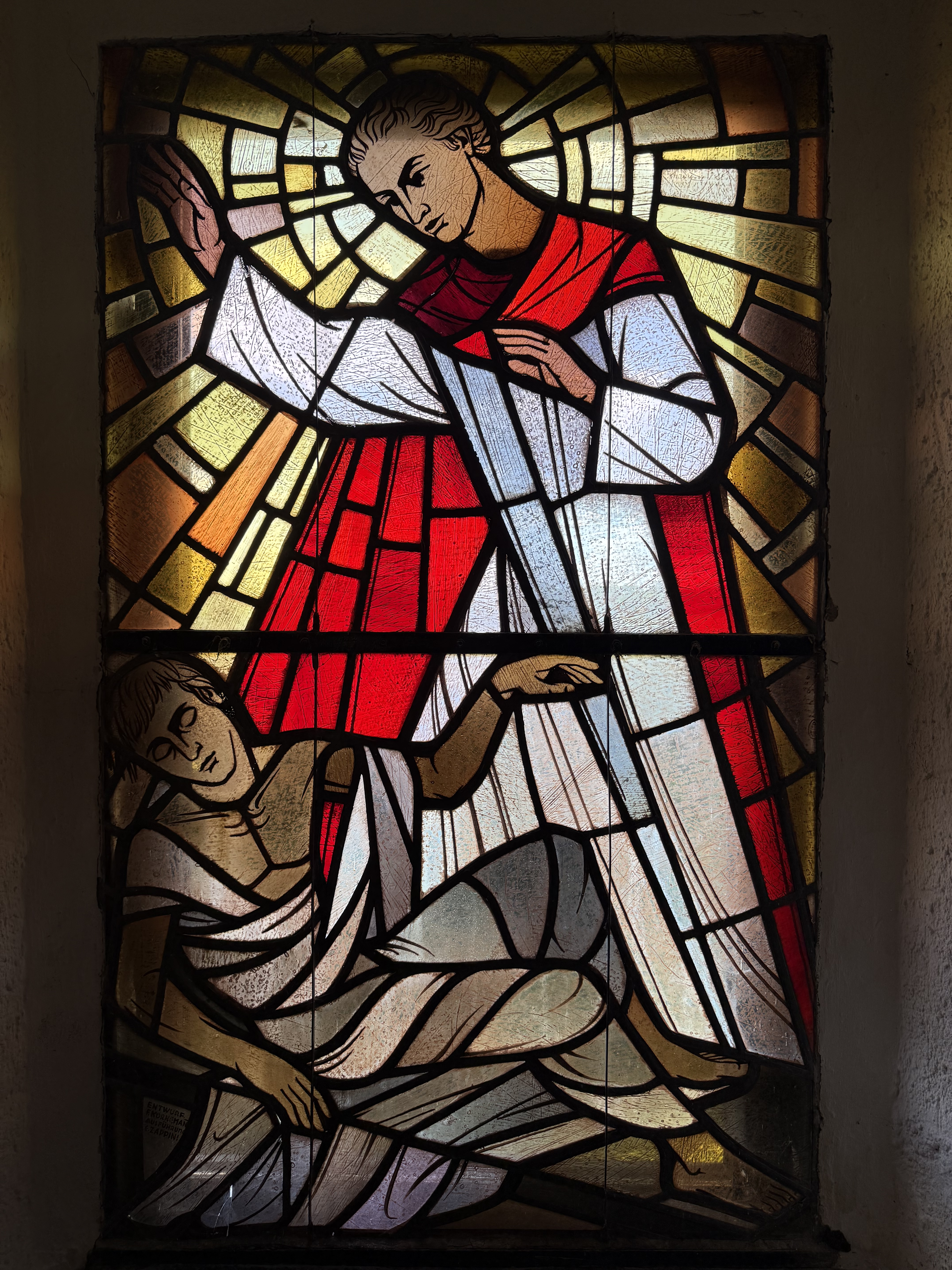
Buntglasfenster in der Friedhofskapelle Die Auferweckung des Lazarus von Franz Kornemann

- Buntglasfenster in der Friedhofskapelle Die Auferweckung des Lazarus von Franz Kornemann Der Frauentreff Wülfte wird von einem Vorstand geleitet, der mehrmals im Jahr Aktivitäten organisiert.